# Neoarcturus obesopleon
Neoarcturus obesopleon är en kräftdjursart som beskrevs av Kensley, Schotte och Gary C.B. Poore 2007. Neoarcturus obesopleon ingår i släktet Neoarcturus och familjen Holidoteidae.
Artens utbredningsområde är Moçambique. Inga underarter finns listade i Catalogue of Life.